# Landtagswahl in Bayern 2003
- SPD: 41
- Grüne: 15
- CSU: 124

Die Wahl zum 15. Bayerischen Landtag fand am 21. September 2003 statt, die Wahlbeteiligung lag bei 57,1 %. Zusammen mit der Wahl wurden zwei Volksentscheide (obligatorische Referenden) zur Änderung der Bayerischen Verfassung abgehalten.

## Parteien
Spitzenkandidat der CSU war der seit 1993 amtierende Ministerpräsident Edmund Stoiber. Für die SPD Bayern trat Franz Maget an, der Vorsitzende der Landtagsfraktion. 
Neben den Landtagsparteien CSU, SPD und Grünen kandidierten die Freien Wähler, REP, ödp, und FDP bayernweit. Weiterhin traten an:
- BP – Bayernpartei (nicht in Unterfranken)
- PBC – Partei Bibeltreuer Christen (nicht in Niederbayern)
- Freie Franken – Landeswählergruppe der Franken (nur in Oberfranken)
- Unabhäng. Kandidaten Aktion – unabhängige Kandidaten (nur in Schwaben)
- AUFBRUCH – Aufbruch für Bürgerrechte, Freiheit und Gesundheit (nur in Oberbayern und Schwaben)
- BB – Bürger-Block (nur in Oberbayern)
- BüSo – Bürgerrechtsbewegung Solidarität (nicht in Ober- und Unterfranken)

## Ergebnis

Sitzverteilung im 15. Landtag von Bayern

Bei dieser Wahl erhielt die CSU zum ersten und bislang einzigen Mal in der Geschichte der Bundesrepublik die Zweidrittelmehrheit der Landtagsmandate. Die SPD Bayern erhielt zum ersten Mal weniger als 20 % der Wählerstimmen.
| Partei        | Erst- stimmen | Zweit- stimmen | Summe     | Summe in Prozent | Sitze    |
| ------------- | ------------- | -------------- | --------- | ---------------- | -------- |
| CSU           | 3.050.456     | 3.167.408      | 6.217.864 | 60,67 %          | 124 (+1) |
| SPD           | 1.031.302     | 980.963        | 2.012.265 | 19,63 %          | 41 (−26) |
| GRÜNE         | 401.290       | 391.760        | 793.050   | 7,74 %           | 15 (+1)  |
| FW            | 228.831       | 182.475        | 411.306   | 4,01 %           | –        |
| FDP           | 138.087       | 125.644        | 263.731   | 2,57 %           | –        |
| REP           | 120.554       | 108.910        | 229.464   | 2,24 %           | –        |
| ödp           | 111.458       | 88.645         | 200.103   | 1,95 %           | –        |
| BP            | 44.572        | 32.818         | 77.390    | 0,76 %           | –        |
| PBC           | 9.068         | 15.524         | 24.592    | 0,24 %           | –        |
| BüSo          | 2.814         | 3.420          | 6.234     | 0,06 %           | –        |
| Aufbruch      | 2.146         | 4.049          | 6.195     | 0,06 %           | –        |
| Freie Franken | 1.650         | 2.610          | 4.260     | 0,04 %           | –        |
| Unabhängige   | 360           | 986            | 1.346     | 0,01 %           | –        |
| BB            | 175           | 760            | 935       | 0,01 %           | –        |

## Volksentscheide
Zeitgleich zur Landtagswahl wurden in Bayern zwei Volksentscheide zur Änderung der Landesverfassung abgehalten. Die erste Vorlage sah die Aufnahme des Konnexitätsprinzips (Artikel 83) vor. Mit der zweiten Vorlage wurden mehrere Änderungen gesammelt beschlossen, so die Aufnahme von Kinderrechten (Dritter Hauptteil, 1. Abschnitt), die Senkung des passiven Wahlalters von 21 auf 18 Jahre (Artikel 14) und die Angleichung des Artikels 100 zur Würde des Menschen an die Formulierung im Grundgesetz. Beide Vorlagen wurden im Volksentscheid von einer Mehrheit der Abstimmenden angenommen.
| Vorlage                                                                                  | Beteiligung (absolut) | Beteiligung (in %) | „Ja“-Stimmen (absolut) | „Ja“-Stimmen (in %) | „Nein“-Stimmen (absolut) | „Nein“-Stimmen (in %) | Ungültige (absolut) | Ungültige (in %) | Ergebnis    |
| ---------------------------------------------------------------------------------------- | --------------------- | ------------------ | ---------------------- | ------------------- | ------------------------ | --------------------- | ------------------- | ---------------- | ----------- |
| Aufnahme des Konnexitätsprinzips                                                         | 5.184.828             | 56,9 %             | 4.286.928              | 88,3 %              | 569.550                  | 11,7 %                | 328.350             | 6,3 %            | erfolgreich |
| Kinderrechte, Senkung des passiven Wahlalters und Angleichung des Menschenwürde-Artikels | 5.185.056             | 56,9 %             | 4.175.520              | 85,1 %              | 728.885                  | 14,9 %                | 280.651             | 5,4 %            | erfolgreich |